# Charles Napier (amiral)
Pour les articles homonymes, voir Charles Napier et Napier.
Charles Napier né le 6 mars 1786, mort le 6 novembre 1860, est un amiral britannique.

## Biographie

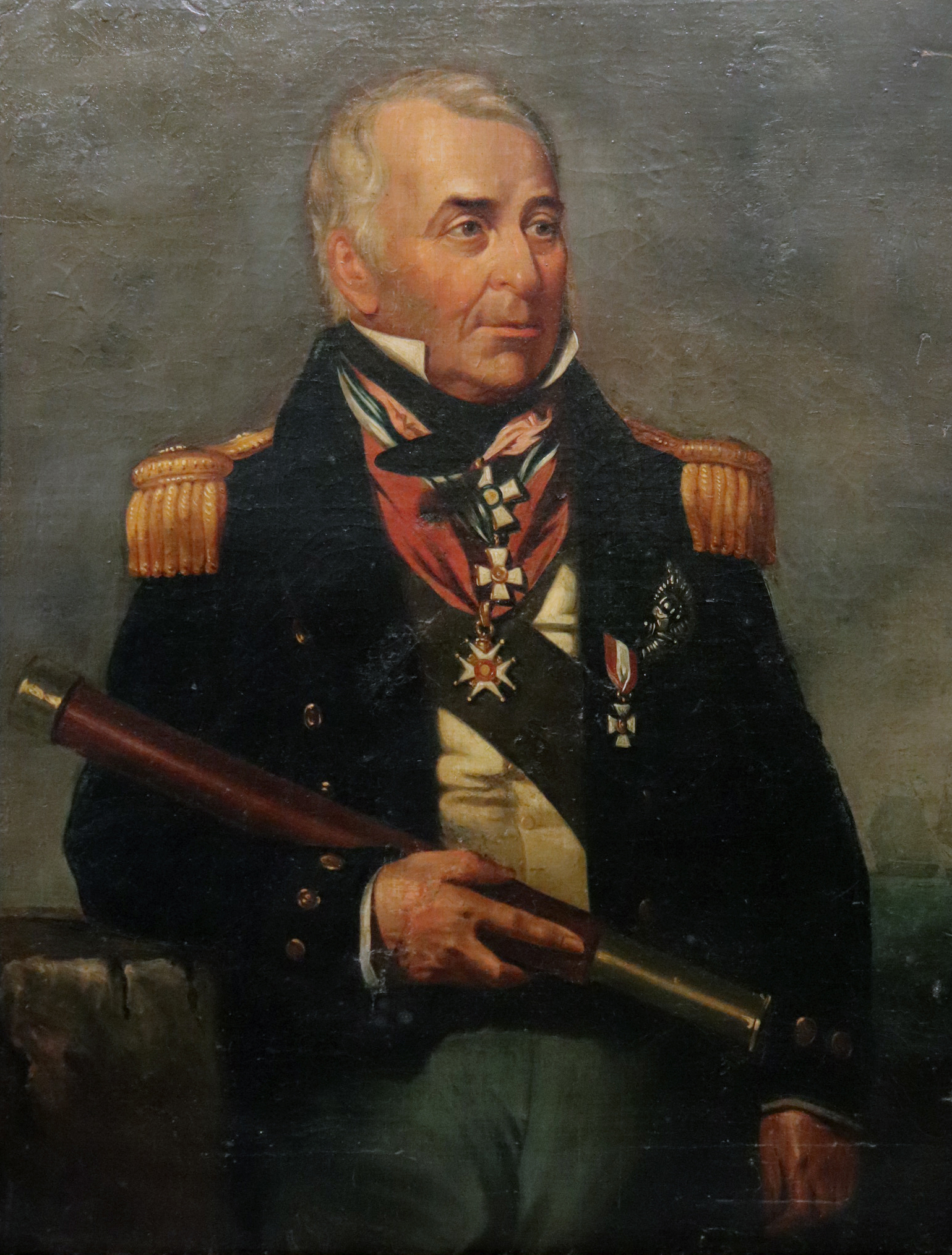
L'amiral Charles Napier peint par Charles Baugniet (1814-1886)

Charles Napier a été le capitaine du premier bateau à vapeur métallique, le Aaron Manby (en), construit dans le chantier naval de Aaron Manby, lancé en 1821 et qui a fait le premier voyage jusqu'à Paris en juin 1822.
Il fut envoyé en 1829 devant Lisbonne, remporta en 1833 la bataille du cap Saint-Vincent sur la flotte de Michel Ier de Portugal, une victoire qui décida la chute du prétendant.
Il opéra en 1840 contre la Syrie, bombarda Sidon, Beyrouth, Saint-Jean-d'Acre et força Mehemet Ali à accepter les conditions de l'Angleterre.
Il fut fait contre-amiral en 1846 et vice-amiral en 1853. Il obtint en 1854 le commandement de la flotte destinée à agir contre la Russie dans la Baltique, mais, malgré de pompeuses promesses, il la ramena sans avoir rien fait d'important. Charles Napier fut un des premiers à comprendre l'importance de la navigation à vapeur et il la développa de tout son pouvoir.
En politique, il était radical.